# Peter Murphy
Peter John Joseph Murphy (Northampton, 11 luglio 1957) è un cantante britannico.

## Carriera
Noto soprattutto per la sua militanza nel gruppo Gothic rock dei Bauhaus, dopo lo scioglimento del gruppo nel 1983, ha brevemente collaborato con Mick Karn, ex bassista dei Japan, per un solo album discografico, The Waking Hour (1984), accreditato come Dali's Car. La carriera di Murphy da solista prende avvio nel 1985 con una serie di singoli seguiti, nel 1986, dall'album Should The World Fail To Fall Apart.
Nel 1998, nel 2006 e nel 2019 è tornato a vestire i panni di carismatico cantante dei Bauhaus nel corso di riunioni del gruppo.
Nel 2009 partecipa come ospite in concerti negli States al seguito di Trent Reznor e in tre date con i Nine Inch Nails.
Nel 2010 appare in un cameo nel film Eclipse, terzo capitolo della saga Twilight, che lo vede vestire i panni di un antico vampiro.
Il 16 marzo 2013 viene arrestato a Glendale, in California, dopo aver causato un incidente con la sua auto ed essere poi fuggito in evidente stato alterato da stupefacenti e alcool.
Il 13 agosto del 2019 viene colpito da infarto durante una serie di concerti a Le poisson rouge di New York, date che dovrà posporre a gennaio 2020, finita la convalescenza.
Murphy, vegano e musulmano, abita a Istanbul, in Turchia.

## Discografia

### Con i Bauhaus
Album in studio
- 1980 - In the Flat Field
- 1981 - Mask
- 1982 - Kick in the Eye (EP)
- 1982 - The Sky's Gone Out
- 1983 - Burning from the Inside
- 1983 - 4AD (EP)
- 1983 - Bauhaus (EP)
- 2008 - Go Away White

Album dal vivo
- 1982 - Press the Eject and Give Me the Tape
- 1989 - Swing the Heartache: the BBC Sessions
- 1992 - Rest In Peace: The Final Concert
- 1999 - Gotham
- 2009 - This Is For When... - Live at the Hammersmith Palais 1981

### Con i Dali's Car
- 1984 – The Waking Hour
- 1984 – The Judgement Is The Mirror (singolo)
- 2012 – InGladAloneness (EP)

### Solista
Album in studio
- 1986 – Should The World Fail To Fall Apart
- 1988 – Love Hysteria
- 1989 – Deep
- 1992 – Holy Smoke
- 1995 – Cascade
- 2002 – Dust
- 2004 – Unshattered
- 2011 – Ninth
- 2014 – Lion
- 2015 – Remixes From Lion (album di remix)
- 2025 - Silver Shade

Album dal vivo
- 2001 – Alive Just For Love
- 2015 – Wild Birds Live Tour
- 2017 – Bare-Boned And Sacred
- 2019 – Live in London

#### Raccolte
- 2000 - Wild Birds: 1985–1995

- 2021 - The Last and Only Star

### Collaborazioni
- 1992 – David J – Urbane Urbane (cori nel brano Candy On The Cross)
- 2001 – Rambient – So Many Worlds (voce nei brani Idle Flow e We Dive)
- 2004 – KMFDM – Unreleased - Remixes And Rare (voce nel brano Today)
- 2006 – Agoria – The Green Armchair (voce nel brano Edenbridge)
- 2011 – Loudboy – Loudboy (voce nel brano Pretty Bleak)
- 2012 – The Dark Flowers – Radioland (voce nel brano Clean Break)